# Hyetussa secta
Hyetussa secta är en spindelart som först beskrevs av Cândido Firmino de Mello-Leitão 1944.  
Hyetussa secta ingår i släktet Hyetussa och familjen hoppspindlar. Inga underarter finns listade i Catalogue of Life.